# Christine Pascal
Christine Pascal (Lione, 29 novembre 1953 – Garches, 30 agosto 1996) è stata un'attrice, regista e scrittrice francese.

## Biografia
Debuttò nel film di Michel Mitrani Les Guichet des Louvres (1974), all'età di 21 anni, per poi cominciare una prolifica collaborazione con il regista Bertrand Tavernier a partire dal film L'orologiaio di St. Paul (1974). Altri film di Tavernier che hanno visto la sua partecipazione sono Che la festa cominci... (1975), Il giudice e l'assassino (1976), I miei vicini sono simpatici (1977), da lei co-scritto, e Round Midnight - A mezzanotte circa (1986). Fece il suo debutto come regista con Félicité, e diresse in seguito La Garce, Zanzibar, Le petit prince a dit (per cui vinse il premio Louis-Delluc) e Adultère, mode d'emploi.
Pascal aveva pensato al suicidio varie volte nel corso della propria vita, e il primo film da lei diretto - Félicité - si apre proprio con la scena di un suicidio. Nel 1984, quando le venne chiesto in che modo avrebbe preferito morire, aveva risposto: "En me suicidant, le moment venu." ("Suicidandomi, quando arriva il momento"). In un certo senso mantenne fede alla parola: nel 1996 si tolse infatti la vita lasciandosi cadere da una finestra di una clinica psichiatrica a Garches, dove si trovava ricoverata.

## Filmografia parziale

### Attrice
- Che la festa cominci... (Que la fête commence), regia di Bertrand Tavernier (1975)
- La Meilleure Façon de marcher, regia di Claude Miller (1976)
- I miei vicini sono simpatici (Des enfants gâtés), regia di Bertrand Tavernier (1977)
- Train d'enfer, regia di Roger Hanin (1985)
- Round Midnight - A mezzanotte circa (Autour de minuit), regia di Bertrand Tavernier (1986)
- Le Sixième Doigt, regia di Henri Duparc (1990)
- A Ilha, regia di Joaquim Leitão (1990)
- Storie di spie (Les Patriotes), regia di Éric Rochant (1994)